# Strpí
Strpí (dříve také Strpy) je malá vesnice, část obce Číčenice v okrese Strakonice v Jihočeském kraji. Nachází se asi dva kilometry jihovýchodně od Číčenic. Je zde evidováno 33 adres. V roce 2011 zde trvale žilo 37 obyvatel.
Strpí leží v katastrálním území Číčenice o výměře 11,97 km².

## Historie
První písemná zmínka o vesnici pochází z roku 1379.

## Obyvatelstvo
| Rok            | 1869 | 1880 | 1890 | 1900 | 1910 | 1921 | 1930 | 1950 | 1961 | 1970 | 1980 | 1991 | 2001 | 2011 | 2021 |
| -------------- | ---- | ---- | ---- | ---- | ---- | ---- | ---- | ---- | ---- | ---- | ---- | ---- | ---- | ---- | ---- |
| Počet obyvatel | 117  | 130  | 129  | 120  | 139  | 161  | 134  | 90   | 90   | 80   | 46   | 30   | 27   | 37   | 34   |
| Počet domů     | 22   | 20   | 24   | 24   | 25   | 26   | 28   | 30   | 30   | 24   | 22   | 25   | 31   | 31   | 32   |

## Obecní správa
Při sčítání lidu v letech 1850–1879 Strpí bylo osadou obce Radomilice v okrese Prachatice. V letech 1880–1963 bylo samostatnou obcí, se kterým patřilo nejprve do okresu Prachatice, ale v roce 1950 v okrese Vodňany. Od roku 1964 je částí obce Číčenice v okrese Strakonice.

## Pamětihodnosti
- Kaplička Nejsvětější Trojice, na návsi, zapsaná do Památkového katalogu NPÚ. [10]

## Osobnosti
- Vít Fučík (1733–1804), truhlář a legendární aviatik